# 川島哲郎
川島 哲郎（かわしま てつろう、1918年10月16日 - 2002年10月16日）は、日本の地理学者（経済地理学）。大阪市立大学名誉教授、阪南大学学長などを歴任。

## 経歴
滋賀県出身。旧制・大阪商科大学に学び、福井孝治のゼミで地代論をテーマに卒業論文を書いた。
1950年、大阪商科大学経済学部助手、経済地理学担当となり、以降1982年まで、大阪市立大学経済学部で経済地理学を担当した。
1964年から1965年にかけて、ロンドン・スクール・オブ・エコノミクスで国外研究に従事した。
1979年から1988年までの3期9年、経済地理学会会長を務めた。
1988年から1994年まで、阪南大学学長を務めた。
1992年、勲三等旭日中綬章を受章。2002年10月16日、心不全のため死去。

## 研究
川島は、経済地理学の対象を経済現象すべてと広く捉えた上で、特に経済学方法論と、日本（とくに大阪）とイギリスを対象とした、実証研究や、政策論に注力した。
経済学方法論では、初期には、戦前期日本で経済地理学に影響を与えていたカール・ウィットフォーゲルの所説の批判的検討を行い、環境決定論、地人相互作用論、経済景観論などを徹底的に批判していった。また、経済地理学の対象を限定的に捉える立場を批判して、「あらゆる経済現象の地域（空間）的展開、その展開がつくり出す、あるいは内包する地域（空間）的秩序あるいは構造を研究する科学」として経済地理学を定位した。